# Веракса Максим Олександрович

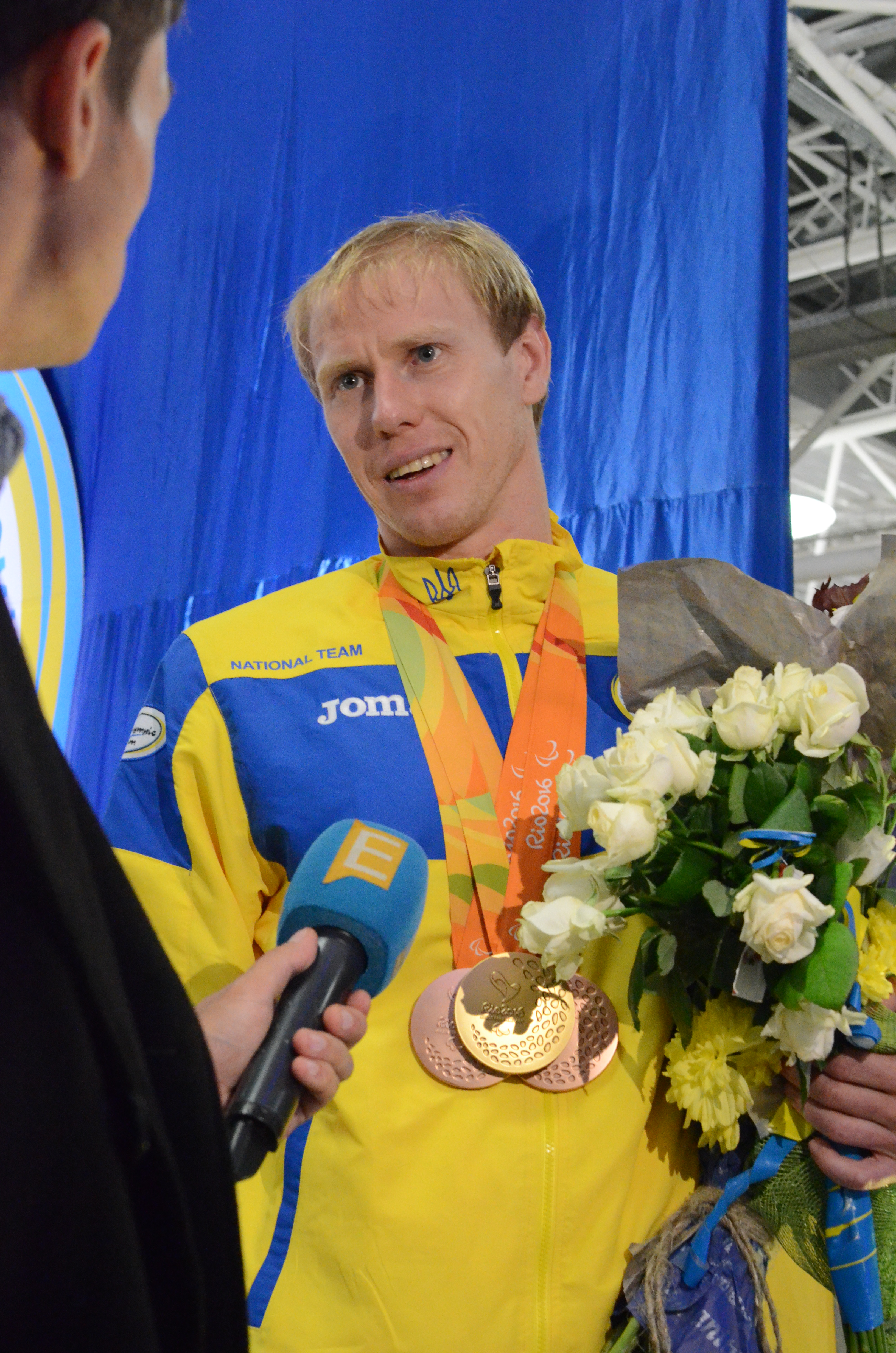
Максим Веракса в аеропорту «Бориспіль» після повернення з літніх Паралімпійських ігор 2016 року в Ріо-де-Жанейро.

Веракса Максим Олександрович (нар. 14 серпня 1984) — український плавець, Заслужений майстер спорту України. Восьмиразовий паралімпійський чемпіон, дворазовий срібний та шестиразовий бронзовий призер (Літні Паралімпійські ігри: Пекін 2008, Лондон 2012, Ріо де Жанейро 2016, Токіо 2020, Париж 2024. Дванадцятиразовий чемпіон світу (ПАР 2006, Нідерланди 2010, Канада 2013, Шотландія 2015, Велика Британія 2019, Велика Британія 2023), чотириразовий срібний призер чемпіонатів світу (Нідерланди 2010, Канада 2013, Велика Британія 2019) та триразовий бронзовий призер чемпіонатів світу (Португалія 2022, Велика Британія 2023). Дванадцятиразовий чемпіон Європи, шеститиразовий срібний та триразовий бронзовий призер чемпіонатів Європи (Ісландія 2009, Німеччина 2011, Нідерланди 2014, Португалія 2016, Ірландія 2018, Португалія 2021, Португалія 2024). З 2006 року член Паралімпійської збірної команди України. Займається у секції плавання Харківського обласного центру «Інваспорт». Закінчив Харківську державну академію фізичної культури.

## Спортивні досягнення
| Рік  | Чемпіонат           | Місце проведення            | Місце | Дисципліна                                     | Результат      |
| ---- | ------------------- | --------------------------- | ----- | ---------------------------------------------- | -------------- |
| 2006 | Чемпіонат світу     | Дурбан (ПАР)                | 1     | 50 м, вільним стилем                           | 23.99 2-й РС   |
| 2006 | Чемпіонат світу     | Дурбан (ПАР)                | 1     | 100 м, вільним стилем                          | 52.89 2-й РС   |
| 2006 | Чемпіонат світу     | Дурбан (ПАР)                | 1     | 100 м, на спині                                | 1.02.66        |
| 2006 | Чемпіонат світу     | Дурбан (ПАР)                | 1     | 4х100 м, комбінована естафета                  | 4.07.14 РС     |
| 2008 | Паралімпійські ігри | Пекін                       | 1     | 50 м, вільним стилем                           | 23.43 РС       |
| 2008 | Паралімпійські ігри | Пекін                       | 1     | 100 м, вільним стилем                          | 51.93 РС       |
| 2008 | Паралімпійські ігри | Пекін                       | 1     | 100 м, брасом                                  | 1.07.46 2-й РС |
| 2008 | Паралімпійські ігри | Пекін                       | 1     | 200 м, комплексне плавання                     | 2.12.71 РС     |
| 2008 | Паралімпійські ігри | Пекін                       | 3     | 100 м, на спині                                | 1.02.08        |
| 2009 | Чемпіонат Європи    | Рейк'явік (Ісландія)        | 1     | 50 м, вільним стилем                           | 22.99 РС       |
| 2009 | Чемпіонат Європи    | Рейк'явік (Ісландія)        | 1     | 100 м, вільним стилем                          | 50.91 РС       |
| 2009 | Чемпіонат Європи    | Рейк'явік (Ісландія)        | 1     | 100 м, на спині                                | 1.00.72        |
| 2009 | Чемпіонат Європи    | Рейк'явік (Ісландія)        | 1     | 200 м, комплексне плавання                     | 2.11.56 РС     |
| 2010 | Чемпіонат світу     | Ейндховен (Нідерланди)      | 1     | 50 м, вільним стилем                           | 23.47          |
| 2010 | Чемпіонат світу     | Ейндховен (Нідерланди)      | 1     | 100 м, брасом                                  | 1.08.04        |
| 2010 | Чемпіонат світу     | Ейндховен (Нідерланди)      | 1     | 200 м, комплексне плавання                     | 2.11.11 РС     |
| 2010 | Чемпіонат світу     | Ейндховен (Нідерланди)      | 2     | 100 м, на спині                                | 1.01.10        |
| 2010 | Чемпіонат світу     | Ейндховен (Нідерланди)      | 2     | 4х100 м, комбінована естафета                  | 4.05.51        |
| 2011 | Чемпіонат Європи    | Берлін (Німеччина)          | 1     | 50 м, вільним стилем                           | 23.71          |
| 2011 | Чемпіонат Європи    | Берлін (Німеччина)          | 1     | 100 м, вільним стилем                          | 51.97          |
| 2011 | Чемпіонат Європи    | Берлін (Німеччина)          | 1     | 100 м, брасом                                  | 1.07.75        |
| 2011 | Чемпіонат Європи    | Берлін (Німеччина)          | 1     | 200 м, комплексне плавання                     | 2.13.01        |
| 2011 | Чемпіонат Європи    | Берлін (Німеччина)          | 2     | 100 м, на спині                                | 1.01.84        |
| 2012 | Паралімпійські ігри | Лондон                      | 1     | 50 м, вільним стилем                           | 23.60          |
| 2012 | Паралімпійські ігри | Лондон                      | 1     | 100 м, вільним стилем                          | 51.40 ПР       |
| 2012 | Паралімпійські ігри | Лондон                      | 1     | 200 м, комплексне плавання                     | 2.12.42 ПР     |
| 2012 | Паралімпійські ігри | Лондон                      | 3     | 100 м, брасом                                  | 1.07.79        |
| 2013 | Чемпіонат світу     | Монреаль (Канада)           | 1     | 50 м, вільним стилем                           | 23.36          |
| 2013 | Чемпіонат світу     | Монреаль (Канада)           | 1     | 100 м, вільним стилем                          | 51.80          |
| 2013 | Чемпіонат світу     | Монреаль (Канада)           | 2     | 100 м, брасом                                  | 1.08.24        |
| 2014 | Чемпіонат Європи    | Ейндховен (Нідерланди)      | 1     | 50 м, вільним стилем                           | 23.53          |
| 2014 | Чемпіонат Європи    | Ейндховен (Нідерланди)      | 1     | 100 м, вільним стилем                          | 52.12          |
| 2015 | Чемпіонат світу     | Глазго (Шотландія)          | 1     | 50 м, вільним стилем                           | 23,92          |
| 2016 | Чемпіонат Європи    | Фуншал (Португалія)         | 1     | 50 м, вільним стилем                           | 23,80 S12      |
| 2016 | Чемпіонат Європи    | Фуншал (Португалія)         | 3     | 100 м, вільним стилем                          | 53.02 S13      |
| 2016 | Паралімпійські ігри | Ріо-де-Жанейро              | 1     | 50 м, вільним стилем                           | 23,67 S12      |
| 2016 | Паралімпійські ігри | Ріо-де-Жанейро              | 3     | 100 м, брасом                                  | 1.09.00 SB12   |
| 2016 | Паралімпійські ігри | Ріо-де-Жанейро              | 3     | 100 м, вільним стилем                          | 52.77 S13      |
| 2018 | Чемпіонат Європи    | Дублін (Ірландія)           | 2     | 100 м, брасом                                  | 1.10.73 S12    |
| 2018 | Чемпіонат Європи    | Дублін (Ірландія)           | 2     | 100 м, вільним стилем                          | 53.12 S12      |
| 2018 | Чемпіонат Європи    | Дублін (Ірландія)           | 3     | 50 м, вільним стилем                           | 24.06 S12      |
| 2019 | Чемпіонат світу     | Лондон (Велика Британія)    | 2     | 100 м, вільним стилем                          | 52.66 S12      |
| 2019 | Чемпіонат світу     | Лондон (Велика Британія)    | 1     | mix 4x100 м, естафета вільним стилем           | 4.09.66        |
| 2021 | Чемпіонат Європи    | Фуншал (Португалія)         | 1     | mixed 4x100 m, естафета вільним стилем 49 очк. | 3:57.31        |
| 2021 | Чемпіонат Європи    | Фуншал (Португалія)         | 2     | 50 m, вільним стилем                           | 24.26 S12      |
| 2021 | Чемпіонат Європи    | Фуншал (Португалія)         | 2     | 100 m, вільним стилем                          | 53.56 S12      |
| 2021 | Паралімпійські ігри | Токіо                       | 2     | 100 m, вільним стилем                          | 52.87 S12      |
| 2021 | Паралімпійські ігри | Токіо                       | 3     | 50 m, вільним стилем                           | 23.83 S13      |
| 2021 | Паралімпійські ігри | Токіо                       | 3     | mixed 4x100 m, естафета вільним стилем 49 очк. | 3:55.15        |
| 2022 | Чемпіонат світу     | Фуншал (Португалія)         | 3     | 50 м, вільним стилем                           | 24.32 S12      |
| 2022 | Чемпіонат світу     | Фуншал (Португалія)         | 3     | 100 м, вільним стилем                          | 54.13 S12      |
| 2023 | Чемпіонат світу     | Манчестер (Велика Британія) | 1     | 50 м, вільним стилем                           | 24.17 S12      |
| 2023 | Чемпіонат світу     | Манчестер (Велика Британія) | 3     | 100 м, вільним стилем                          | 54.13 S12      |
| 2024 | Чемпiонат Європи    | Фуншал (Португалія)         | 2     | 100 м, вiльним стилем                          | 53.52 S12      |
| 2024 | Чемпiонат Європи    | Фуншал (Португалія)         | 3     | 50 м, вiльним стилем                           | 23.85 S13      |
| 2024 | Паралімпійські ігри | Париж                       | 2     | 100 m, вільним стилем                          | 53.64 S12      |

## Рекорди
2006 року на ЧС у ПАР встановив 5 рекордів світу на дистанціях: 50 м, в/с з часом 24.42(попередній заплив); 50 м, в/с- 23.99(фінал); 100 м, в/с — 54.23(попередній заплив); 100 м, в/с — 52.89(фінал);4х100 м, комбінована естафета −4.07.14.
2008 року на Паралімпійських іграх у Пекіні встановив 5 рекордів світу на дистанціях: 50 м, в/с −23.43; 100 м, в/с — 51.93; 200 м, комплексне плавання — 2.12.71; 100 м, брасом — 1.08.55(попередній заплив); 100 м, брасом — 1.07.46(фінал). Також на цих іграх було встановлено 7 паралімпійських рекордів. Це рекорд встановлених світових рекордів на Паралімпіаді в Пекіні.
2009 року на чемпіонаті Європи в Рейк'явіку (Ісландія) встановив 3 світових рекордів на дистанціях: 50 м, в/с — 22.99; 100 м, в/с — 50.91; 200 м, комплексне плавання — 2.11.56.
2010 року на ЧС у Нідерландах встановив рекорд світу на дистанції 200 м, комплексне плавання — 2.11.11.
2012 року на Паралімпіаді у Лондоні встановив 2 паралімпійські рекорди.
2014 року на чемпіонаті Європи у Нідерландах встановив рекорд світу на дистанції 4х100 м, в/с 49pts - 3.38.19. На офіційному паралімпійському сайті за час показаний в 2009 р. — 22.99 на дистанції 50 м, в/с з рекордом світу був названим найшвидшим параплавцем у світі. Цей рекорд світу дійсний і досі. Всього Веракса Максим встановив 15 світових рекордів та 9 паралімпійських рекордів.
З 2015 року входить у список найкращих спортсменів за всі роки в історії незалежної України (спецпроєкт до Дня незалежності 24 серпня 2015). У цей список включені спортсмени, які досягли значних успіхів на спортивному поприщі: Андрій Шевченко, Сергій Бубка, Оксана Баюл, Інеса Кравець, Яна Клочкова, Віталій Кличко, Володимир Кличко, Станіслав Медведенко, Олег Верняєв, Василь Вірастюк, Ольга Харлан, Василь Ломаченко, Лілія Подкопаєва, Валя і Віта Семеренко, Ельбрус Тедеєв, Андрій Медведєв, Руслан Федотенко, Веракса Максим, Олена Юрковська, Руслан Пономарьов, Юрій Чебан, Олександр Усик, Богдан Бондаренко, Олександр Шовковський.

## Державні нагороди
- Орден «За мужність» II ст. (18 вересня 2024) — за досягнення високих спортивних результатів на ХVІІ літніх Паралімпійських іграх у місті Парижі (Французька Республіка), виявлені самовідданість та волю до перемоги, утвердження міжнародного авторитету України[2]
- Орден «За мужність» III ст. (16 вересня 2021) - за значний особистий внесок у розвиток паралімпійського руху, досягнення високих спортивних результатів на XVI літніх Паралімпійських іграх у місті Токіо (Японія), виявлені мужність, самовідданість та волю до перемоги, утвердження міжнародного авторитету України[3]
- Орден «За заслуги» I ст. (4 жовтня 2016) — за досягнення високих спортивних результатів на XV літніх Паралімпійських іграх 2016 року в місті Ріо-де-Жанейро (Федеративна Республіка Бразилія), виявлені мужність, самовідданість та волю до перемоги, утвердження міжнародного авторитету України[4]
- Орден «За заслуги» II ст. (17 вересня 2012) — за досягнення високих спортивних результатів на XIV літніх Паралімпійських іграх у Лондоні, виявлені мужність, самовідданість та волю до перемоги, піднесення міжнародного авторитету України[5]
- Орден «За заслуги» III ст. (7 жовтня 2008) — за досягнення високих спортивних результатів на XIII літніх Паралімпійських іграх в Пекіні (Китайська Народна Республіка), виявлені мужність, самовідданість та волю до перемоги, піднесення міжнародного авторитету України[6]
- Орден «За розбудову України» (23 грудня 2015) — наказ № 240 - Всеукраїнське об'єднання «КРАЇНА»
- Почесна Грамота Кабінету Міністрів України (24 вересня 2008 № 16064) — «За вагомий особистий внесок у забезпечення успішного виступу національної збірної команди на XIII літніх Паралімпійських іграх 2008 року у Пекіні»
- Почесна грамота Кабінету Міністрів України (17 вересня 2012 № 23379) — «За видатні спортивні досягнення на XIV літніх Паралімпійських іграх 2012 р. в Лондоні»
- Почесна грамота Верховної Ради України (11 листопада 2008 № 1136) — «За особливі заслуги перед Українським народом, за видатні спортивні досягнення та успішний виступ на XIII літніх Паралімпійських іграх в Пекіні»
- Почесна відзнака Харківської облради «Слобожанська Слава» (3 жовтня 2008 № 134-н.)
- Почесний громадянин міста Харкова (21 червня 2017 — рішення № 66/17 Харківської міської Ради.)